# Miss Wife
Miss Wife (미쓰 와이프?, Misseu waipeuLR; lett. "Signora moglie"), noto anche con il titolo internazionale Wonderful Nightmare (lett. "Meraviglioso incubo"), è un film del 2015 diretto da Kang Hyo-jin.

## Trama
Yeon-woo è un'avvocatessa di successo, che dopo un incidente in macchina finisce in coma; giunta in Paradiso, scopre però che la sua morte è stata frutto di un "errore burocratico", poiché in realtà il decesso era stato previsto per un'anziana con il suo stesso nome.
Poiché sarebbe stato necessario almeno un mese per risolvere la questione, viene chiesto a Yeon-woo di prendere temporaneamente il posto di una casalinga, anch'essa morta per errore. La donna ha così all'improvviso un marito, un bambino di sei anni e una figlia adolescente, che si ritrovano tutti a fare affidamento su di lei.